# Man vs. Bee
Man vs. Bee è una serie televisiva britannica prodotta da Netflix e con protagonista Rowan Atkinson.

## Trama
Trevor Bingley viene chiamato a fare da guardia a un'elegante villa mentre i proprietari sono in vacanza. Durante la sua permanenza, un bombo solitario entra in casa e non vuole saperne di andarsene né di lasciare in pace Trevor che tenta in tutti i modi di liberarsene.

## Personaggi e interpreti

### Personaggi principali
- Trevor Bingley, interpretato da Rowan Atkinson e doppiato da Oliviero Dinelli. Uomo di mezza età che lavora da poco come house sitter. Padre di Maddy, ha una ex moglie di nome Jess. Come primo incarico si ritrova a lavorare nella lussuosa villa di Nina e Christian Kolstad-Bergenbatten, dove verrà perseguitato da un bombo.

### Personaggi ricorrenti
- Nina Kolstad-Bergenbatten, interpretata da Jing Lusi e doppiata da Giulia Santilli. Proprietaria, assieme al marito Christian, della villa in cui va a lavorare Trevor. È molto affezionata al loro cane Cupcake.
- Christian Kolstad-Bergenbatten, interpretato da Julian Rhind-Tutt e doppiato da Alessandro Parise. Proprietario, assieme alla moglie Nina, della villa in cui va a lavorare Trevor. È un noto collezionista d'arte e possiede molti oggetti di valore.
- Maddy Bingley, interpretata da India Fowler e doppiata da Lucrezia Roma. Figlia di Trevor.
- Jess, interpretata da Claude Blakley e doppiata da Francesca Fiorentini. Ex moglie di Trevor.
- Agente di polizia, interpretato da Tom Basden e doppiato da Luca Baldini. Un agente di polizia che pattuglia il quartiere dove si trova la villa dei Kolstad-Bergenbatten. Suona più volte al campanello della casa per avvisare Trevor di alcune segnalazioni avute.
- Giudice, interpretata da Chizzy Akudolu e doppiata da Cinzia De Carolis. Giudice che amministra il processo in cui è imputato Trevor.

## Distribuzione
La serie è stata distribuita sulla piattaforma streaming Netflix il 24 giugno 2022 in tutti i paesi in cui è disponibile il servizio.